# Maghla
Maghla, née le 8 novembre 1993, est une vidéaste et streameuse française. Depuis 2017, elle propose sur ses chaînes Twitch et YouTube des vidéos humoristiques et des let's play.

## Biographie

### Enfance et éducation
Maghla, de son vrai prénom Barbara,, naît en 1993 aux Lilas, en Seine-Saint-Denis,,. Ses parents, tous les deux joueurs, lui font découvrir les jeux vidéo à un très jeune âge, notamment Doom et World of Warcraft,. Elle travaille dès ses 17 ans et, après un baccalauréat littéraire passé en candidate libre, elle obtient une licence en Économie Gestion à l'Université de Cergy-Pontoise. Elle intègre ensuite l'École des technologies numériques appliquées (en) en troisième année et commence à créer des vidéos en parallèle sur la web TV War Legend.

### Carrière
Après un master en alternance en ingénierie commerciale, Maghla décide de se consacrer pleinement à son activité de streaming. Elle se lance en indépendante sur Twitch le 1er janvier 2017 et stream tous les jours. Elle choisit son pseudonyme en référence à son deuxième prénom. Elle commence à streamer sur des jeux d'horreur,,, mais elle alterne déjà entre plusieurs genres de jeux vidéo. Ses rencontres avec des streamers comme MasterSnakou contribuent à visibiliser sa chaîne. En 2018, elle est contactée par Webedia et participe à l'émission LeStream tout en gardant sa chaîne active.
Maghla participe au Z Event, un marathon caritatif diffusé sur Twitch, depuis 2018. En 2020, elle fait partie des streamers les plus suivis de l'événement.
À son arrivée sur Twitch, Maghla diffuse du contenu tous les jours plusieurs heures. Selon GQ, elle se fait connaître par le biais de ses streams commentés de jeux d'horreur (notamment The Evil Within et Through the Woods (en)), et grâce « à son humour et à sa constante bonne humeur ».
En 2019, Maghla répond aux commentaires du Joueur du Grenier sur le manque de créativité des contenus mis en avant sur YouTube. Elle considère que Twitch met en avant des chaînes émergentes et que le contenu de la plateforme est plus diversifié. La streameuse fait également un burnout la même année, en raison de sa charge de travail et des vagues de cybersexisme qu'elle affirme subir sur les réseaux sociaux,,.
Par la suite, elle propose un contenu de plus en plus varié (jeux de tir à la première personne sur Doom, construction dans Animal Crossing ou streams de discussion avec ses abonnés).
En 2023, la chaîne Twitch de Maghla, qui est suivie par plus de 950 000 internautes,, fait d'elle l'une des rares femmes dans la liste des joueurs français les plus suivis ; le milieu du streaming étant encore très masculin,,.
Le 17 janvier 2025, elle devient la première streameuse française à atteindre le million de followers sur Twitch.

## Engagement

### Dénonciation du cyberharcèlement
Dans le streaming, un milieu encore très masculin et parfois sexiste,,,, Maghla est l'une des rares femmes dans la liste des joueurs français les plus suivis.
En septembre 2021, elle dénonce des comportements inappropriés à son égard dans sa salle de sport, évoquant des attouchements non consentis. Elle reçoit un grand nombre de commentaires désobligeants sur les réseaux sociaux et déclare alors avoir été victime de violences conjugales et sexuelles pendant deux ans,,.
En ligne, elle dénonce l’utilisation du deepfake par certains harceleurs.

## Filmographie

### Télévision
- 2025 : Bref. 2 de Kyan Khojandi et Bruno Muschio : meuf Marla